# Хьеллёйа

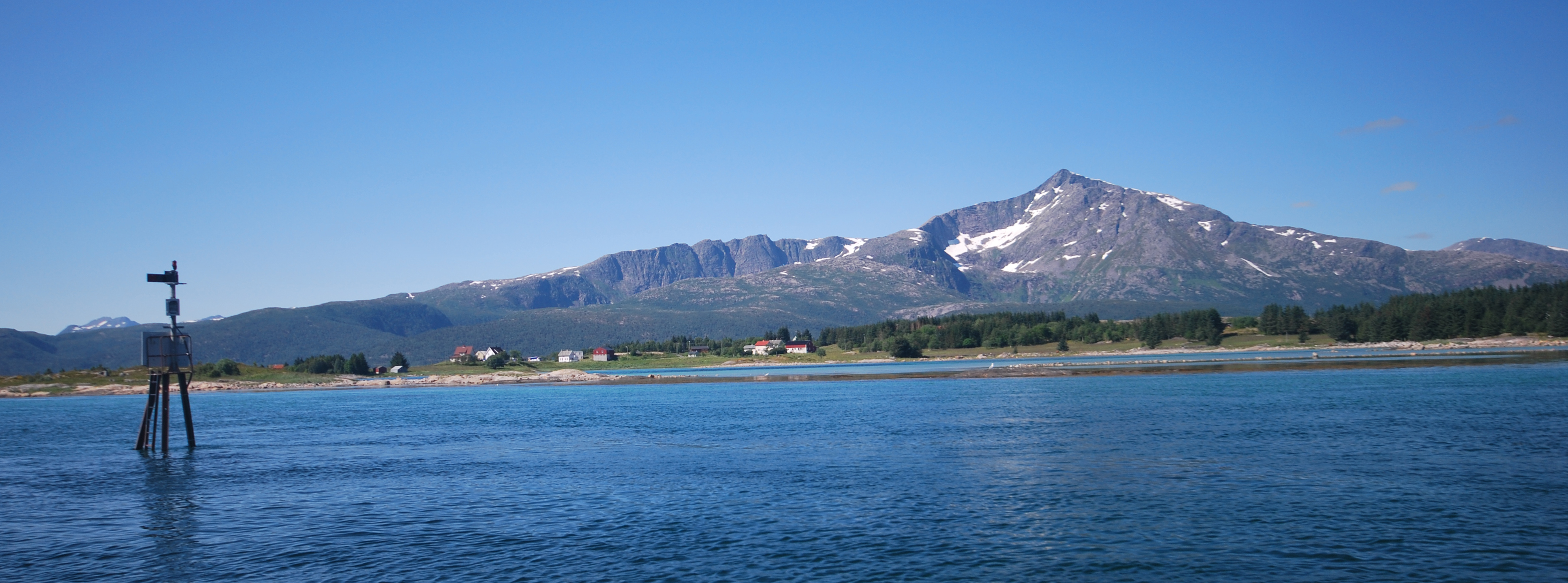

Хьеллёйа (норв. Tjeldøya, северносаам. Dielddasuolu) — остров в Норвежском море; административно относится к коммуне Хьельсунн фюльке Нурланн Норвегии. Площадь острова 187 км².
Остров Хьеллёйа расположен рядом со входом в Уфут-фьорд. На северо-западе пролив Хьелльсуннет отделяет его от острова Хиннёйа. На востоке отделён проливом от материка.
С материковой частью Норвегии остров соединён Рамсуннским мостом возле деревни Рамсунн.